# كيني مولي
كيني مولي هو دراج بلجيكي، ولد في 24 ديسمبر 1996 في Izegem ‏ في بلجيكا.

## وصلات خارجية
- كيني مولي على موقع الاتحاد الدولي للدراجات (الإنجليزية)
- كيني مولي على موقع أرشيف الدراجات (الإنجليزية)
- كيني مولي على موقع إحصائيات الدراجات الإحترافية (الإنجليزية)
- كيني مولي على موقع نسبة الدراجات (الإنجليزية)
- كيني مولي على موقع CycleBase (الإنجليزية)